# Joaquim Meireles Freire
Joaquim Meireles Freire, primeiro e único barão de Curvelo (1792 — Portugal, 11 de julho de 1877) foi um nobre brasileiro.
Casado com Antônia Flora de Almeida Barradas, era comendador da Imperial Ordem de Cristo e oficial da Imperial Ordem da Rosa.